# آراغاتسوتن (آراغاتسوتن)
مدينة آراغاتسوتن (بالإنجليزية: Aragatsotn)‏ هي إحدى المدن التابعة لمقاطعة آراغاتسوتن في أرمينيا. يقدر عدد سكانها بـ 1249 سنة 2011، غالبيتهم من الأرمن مع تواجد  الإيزيديين.